# クルックス (クレーター)
クルックス(Crookes)は月のクレータであり、地球から見ると月の裏側に位置する。クルックスは巨大なクレーターコロリョフ (クレーター)の南西に位置している。このクレーターの南西にはマッケーラ (クレーター)というクレーターがある。
クルックスの周壁は月面の同じような構造と比べて比較的アルベドが高く、クレーターの周りには光条が見られる。火山の噴出物は途切れずにクレーターの周囲を覆っており、光条や多数のかすかな模様を表面に形成している。光条は数100km続き、コロリョフ盆地の大部分を横切っている。
比較的若いクレーターに期待されるように、クルックスはほとんど侵食されていない鋭利な縁を持っている。内壁は比較的広く、クレーターのへりに沿って内側に下降している。クレーターの底には小さな山がある。

## 従属クレーター
クルックスのごく近くにある小さな無名のクレーターについては、アルファベットを付加することによって識別される。
| 名称 | 月面緯度 | 月面経度 | 直径  |
| ---- | -------- | -------- | ----- |
| D    | 9.6° S   | 162.8° W | 41 km |
| P    | 11.7° S  | 165.8° W | 21 km |
| X    | 6.6° S   | 166.2° W | 24 km |